# Pseudogobius olorum
Pseudogobius olorum és una espècie de peix de la família dels gòbids i de l'ordre dels perciformes.

## Morfologia
- Els mascles poden assolir 6 cm de longitud total.[4][5]

## Alimentació
Menja principalment insectes, crustacis i algues.

## Depredadors
És depredat per Platycephalus speculator, Phalacrocorax melanoleucos, Phalacrocorax sulcirostris i Phalacrocorax varius.

## Hàbitat
És un peix de clima subtropical i demersal.

## Distribució geogràfica
Es troba al sud d'Austràlia.

## Observacions
És inofensiu per als humans.